# Iljuschin Il-102
Die Iljuschin Il-102 (russisch Ильюшин Ил-102) war ein sowjetisches Schlachtflugzeug des Kalten Krieges. Es entstanden lediglich zwei Prototypen, da die Konzeption zum Zeitpunkt der Entstehung bereits veraltet war.

## Entwicklung
Das OKB Iljuschin begann nach den Erfahrungen des Vietnamkrieges ab 1967 mit den Konstruktionsarbeiten zu einem schwerbewaffneten und gepanzerten Flugzeug zur Bekämpfung von Bodenzielen. Parallel entstand dazu im OKB Suchoi die T-8, die spätere Su-25. Die Entwicklungsgruppe um Chefkonstrukteur Genrich Nowoschilow orientierte sich dabei an der Il-40, einem strahlgetriebenen Schlachtflugzeug aus den 1950er-Jahren. Die gepanzerte Rumpfwanne, welche die Besatzung, die Triebwerke, die Kraftstoffbehälter und die wichtigsten Systeme schützte, wurde beibehalten. Ein nach hinten feuernder Bordschütze war, ganz in der Tradition der erfolgreichen Il-2 aus dem Zweiten Weltkrieg, ebenfalls vorgesehen. Insgesamt erreichte das Projekt jedoch größere Abmessungen als die Il-40 und sollte außerdem in der Lage sein, nahezu das sechsfache der Waffenzuladung ihrer Vorgängerin zu befördern.
Der Entwurf wurde Anfang 1970 unter der Bezeichnung Il-42 zusammen mit Suchois T-8 einer Kommission vorgelegt, die jedoch beide ablehnte. Grund war die zu jener Zeit vorherrschende Militärdoktrin, die eine Unterstützung der Bodentruppen nur durch Kampfhubschrauber oder Jagdbomber vorsah. Besonders der nach hinten feuernde Bordschütze der Il-42 wurde als antiquiert angesehen.
Aufgrund der schlechten Kritiken wurden bei Iljuschin die Entwürfe gründlich überarbeitet. Die Panzerwanne wurde aufgegeben, lediglich die Kabinen der Besatzung erhielten eine Panzerung. Dafür wurden selbstabdichtende Tanks eingebaut. Die Rumpfform wurde zugunsten einer besseren Sicht geändert.
Das so entstandene Modell erhielt die Bezeichnung Il-102. Es hatte jeweils drei Waffenschächte und Außenlaststationen pro Tragfläche und zwei weitere Außenlaststationen unter dem Rumpf, so dass eine Waffenladung von 7200 kg mitgeführt werden konnte. Der Bau des Prototyps erfolgte ohne offizielle Genehmigung und zog sich deshalb bis zum Jahreswechsel 1981/82 hin. Im Mai 1982 wurde jedoch ein Bau- und Erprobungsstopp verfügt, da sich die Su-25 mittlerweile durchgesetzt hatte und deren Produktion zu dieser Zeit anlief.
Trotzdem startete die Il-102 am 25. September 1982 unter der Tarnbezeichnung OSE-1 mit Iljuschins Cheftestpilot S. G. Blisnjuk zu ihrem Erstflug. Dazu war sie eigens auf einen Militärflugplatz in Weißrussland transportiert worden. Die Erprobung dauerte bis zum 29. Dezember 1987. In dieser Zeit absolvierte die Il-102 367 Flüge, bei denen es keinerlei Komplikationen gab. Als die Triebwerke ihre höchstzulässige Betriebsdauer erreicht hatten, wurde die Erprobung abgebrochen und das Flugzeug bei Iljuschin eingemottet.
Im August 1992 wurde die Il-102 anlässlich der erstmals stattfindenden Moskauer Luftfahrtmesse MAKS der Öffentlichkeit präsentiert.

## Technische Daten

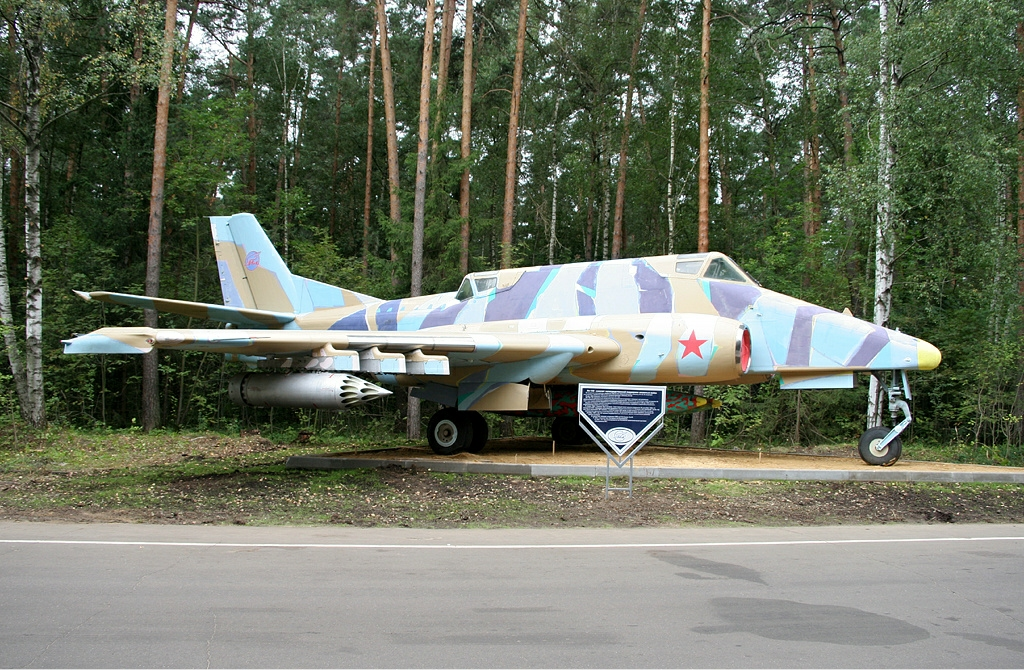
Il-102 am Gromow-Institut in Schukowski

| Kenngröße              | Daten                             |
| ---------------------- | --------------------------------- |
| Besatzung              | 2 (Pilot / Bordschütze)           |
| Länge                  | 17,75 m                           |
| Spannweite             | 16,90 m                           |
| Höhe                   | 5,80 m                            |
| Flügelfläche           | 63,5 m²                           |
| Flügelstreckung        | 4,5                               |
| Leermasse              | 13.000 kg                         |
| max. Startmasse        | 22.000 kg                         |
| Antrieb                | zwei Mantelstromtriebwerke RD-33I |
| Höchstgeschwindigkeit  | 950 km/h                          |
| Startgeschwindigkeit   | 150 km/h                          |
| Landegeschwindigkeit   | 180 km/h                          |
| Startstrecke           | 290 m                             |
| Landestrecke           | 300–350 m                         |
| Einsatzradius          | 400–500 km                        |
| Überführungsreichweite | 3000 km                           |

## Bewaffnung
- eine 30-mm-MK GSch-301/9A-4071K an der Rumpfunterseite
- eine 23-mm-MK GSch-23 im Rumpfheck
- acht Außenlaststationen (drei je Tragfläche, zwei am Rumpf) für Raketen (R-60M oder R-73), Bomben (FAB-1000), Raketenkassetten (UW-32-57) oder Kraftstoffbehälter